# Thủy điện Nho Quế
Thủy điện Nho Quế là nhóm các thủy điện trên sông Nho Quế ở tỉnh Hà Giang, Việt Nam .
Hiện tại Thủy điện Nho Quế gồm 3 bậc, với tham gia đầu tư của Bitexco. Nho Quế 3 và Nho Quế 2 đã hoàn thành và phát điện, Nho Quế 1 đang trong quá trình xây dựng .
Các bậc thủy điện khác trên sông Nho Quế được đặt tên theo nhóm, hiện có Thủy điện Bảo Lâm 3.

## Các bậc Nho Quế

### Thủy điện Nho Quế 3
Thủy điện Nho Quế 3 có công suất lắp máy 110 MW, sản lượng điện hàng năm 507 triệu kWh, đặt tại xã Lũng Pù và xã Sơn Vĩ, huyện Mèo Vạc, khởi công xây dựng 2007, hoàn thành tháng 6/2012 . Chủ đầu tư là Công ty cổ phần Bitexco – Nho Quế.

### Thủy điện Nho Quế 2
Thủy điện Nho Quế 2 23°10′53″B 105°28′40″Đ / 23,181384°B 105,477844°Đ có công suất lắp máy 48 MW, sản lượng điện hàng năm 225 triệu kWh, đặt tại các xã Cán Chu Phìn, Giàng Chu Phìn, Sơn Vĩ và Xín Cái huyện Mèo Vạc , khởi công xây dựng tháng 8/2012, hoàn thành tháng 8/2016. Chủ đầu tư là Công ty cổ phần Đầu tư và Phát triển điện Nho Quế .

### Thủy điện Nho Quế 1
Thủy điện Nho Quế 1 23°13′52″B 105°25′38″Đ / 23,231101°B 105,427198°Đ có công suất lắp máy 32 MW, sản lượng điện hàng năm 129 triệu kWh, đặt tại xã Xín Cái và Giàng Chu Phìn tại huyện Mèo Vạc, cách cầu Tràng Hương về phía thượng lưu khoảng 250 m. Thủy điện khởi công năm 2013, hoàn thành tháng 6/2015. Chủ đầu tư là Công ty cổ phần thủy điện Nho Quế 1.
Xây dựng Nho Quế 1 là chủ đề tranh cãi. Nó đã từng được khởi công ngày 10/08/2007  song dừng lại. Nó vi phạm vào hàng loạt danh lam thắng cảnh là hẻm vực Tu Sản và Mã Pì Lèng, và vi phạm đến Công viên địa chất toàn cầu là Cao nguyên đá Đồng Văn. Năm 2015 công trình tiếp tục được phép xây dựng vì "quy hoạch này có trước khi Công viên địa chất ra đời" và "đã được nhiều cấp phê duyệt" .
Tháng 4/2017 Tỉnh ủy Hà Giang đến kiểm tra thi công, và nêu dự kiến hoàn thành vào tháng 6/2017 .

## Nhóm thủy điện Bảo Lâm
Nhóm Thủy điện Bảo Lâm có 2 công trình ở đoạn cuối sông Nho Quế.
Thủy điện Bảo Lâm 3 23°05′03″B 105°30′58″Đ / 23,08424°B 105,51623°Đ công suất lắp máy 46 MW, sản lượng điện hàng năm 192,2 triệu KWh, nằm trong khu vực xã Đức Hạnh, huyện Bảo Lâm, tỉnh Cao Bằng và xã Niêm Tòng, huyện Mèo Vạc, tỉnh Hà Giang, khởi công năm 2015, hoàn thành tháng 6/2018.
Thủy điện Bảo Lâm 3A 23°00′47″B 105°29′12″Đ / 23,01308°B 105,48675°Đ công suất lắp máy 8 MW, sản lượng điện hàng năm 33,4 triệu KWh, tại xã Đức Hạnh và Lý Bôn huyện Bảo Lâm, tỉnh Cao Bằng, khởi công tháng 2/2016, hoàn thành tháng 6/2018.